# Berhida
Berhida è una città di 6.024 abitanti situata nella contea di Veszprém, nell'Ungheria nord-occidentale. È stata visitata dalla Regina Elisabetta nel 2002.